# Fuerteventura
Fuerteventura – należąca do Hiszpanii wyspa na Oceanie Atlantyckim, będąca częścią archipelagu Wysp Kanaryjskich. Leży nieopodal północno-zachodnich wybrzeży Afryki, wraz z całym archipelagiem zaliczana jest do Makaronezji. Razem z wyspami Lanzarote i Gran Canaria tworzy prowincję Las Palmas. Powierzchnia wyspy wynosi 1659,74 km², zamieszkuje ją 113 275 osób (2018).

## Nazwa
Według części źródeł nazwa wyspy została utworzona przez ekspedycję Jeana de Béthencourt, który na Fuerteventurze po raz pierwszy trafił na znaczący opór ludności i był zmuszony ściągać z Hiszpanii posiłki do jej podboju. Nazwa pochodzi z ojczystego dla Béthencourta języka francuskiego i oznacza „mocną przygodę” (fr. forte aventure). Inne tłumaczenie wskazuje na pochodzące z języka hiszpańskiego określenie odnoszące się do silnych wiatrów wiejących na wyspie (hiszp. fuerte – mocny, viento – wiatr).

## Historia wyspy
Prawdopodobnie pierwsi osadnicy trafili na wyspę z terenu Afryki Północnej. Słowo Mahorero (Majorero) albo inaczej Maho, jest wciąż używane do określania mieszkańców wyspy. Wyraz ten wywodzi się od antycznego słowa „mahos” znaczącego tyle co buty zrobione z koźlej skóry, które nosili rodowici mieszkańcy wyspy. Guanczowie mieszkali w jaskiniach i posiadali cechy ludzi z basenu Morza Śródziemnego. W antyku wyspa posiadała inną nazwę – „Planaria”. Wynikało to z charakterystycznego ukształtowania powierzchni wyspy. W XI w. p.n.e. na Fuerteventurę oraz Lanzarote przybyły statki Fenicjan. Rzymski pisarz Pliniusz Starszy w swoim dziele „Historia naturalna” po raz pierwszy wspominał o Wyspach Szczęśliwych.
Portugalscy i hiszpańscy handlarze niewolników i poszukiwacze skarbów pod koniec XIV i na początku XV wieku wykazywali duże zainteresowanie wyspą. W 1405 roku francuski zdobywca Jean de Béthencourt najechał wyspę i nadał swoje imię ówczesnej stolicy wyspy Betancurii. W 1492 roku Wyspy Kanaryjskie były ostatnim miejscem postoju Krzysztofa Kolumba przed wyruszeniem w podróż na zachód.
W 1835 roku stolicą wyspy zostało Puerto del Rosario. W 1852 roku wyspa stała się miejscem wolnego handlu, dzięki Izabeli II Hiszpańskiej.
W 1927 roku Fuerteventura, razem z Lanzarote, stała się częścią prowincji Gran Canaria. W latach 40. XX wieku na wyspie powstało lotnisko, natomiast w latach 60. na wyspie pojawili się pierwsi turyści, powstało aktualne lotnisko, zaczęto budować hotele i infrastrukturę turystyczną. W 2009 roku wyspę uznano za rezerwat biosfery UNESCO.

## Geografia

### Informacje ogólne

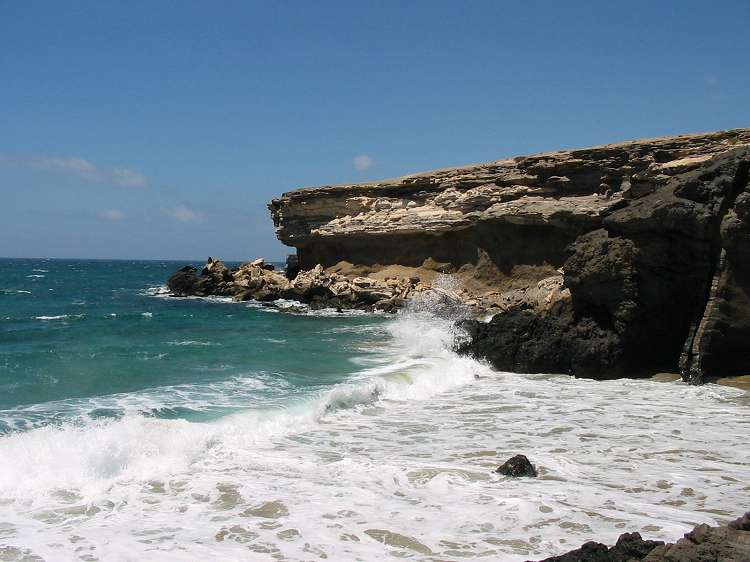
Klify w La Pared

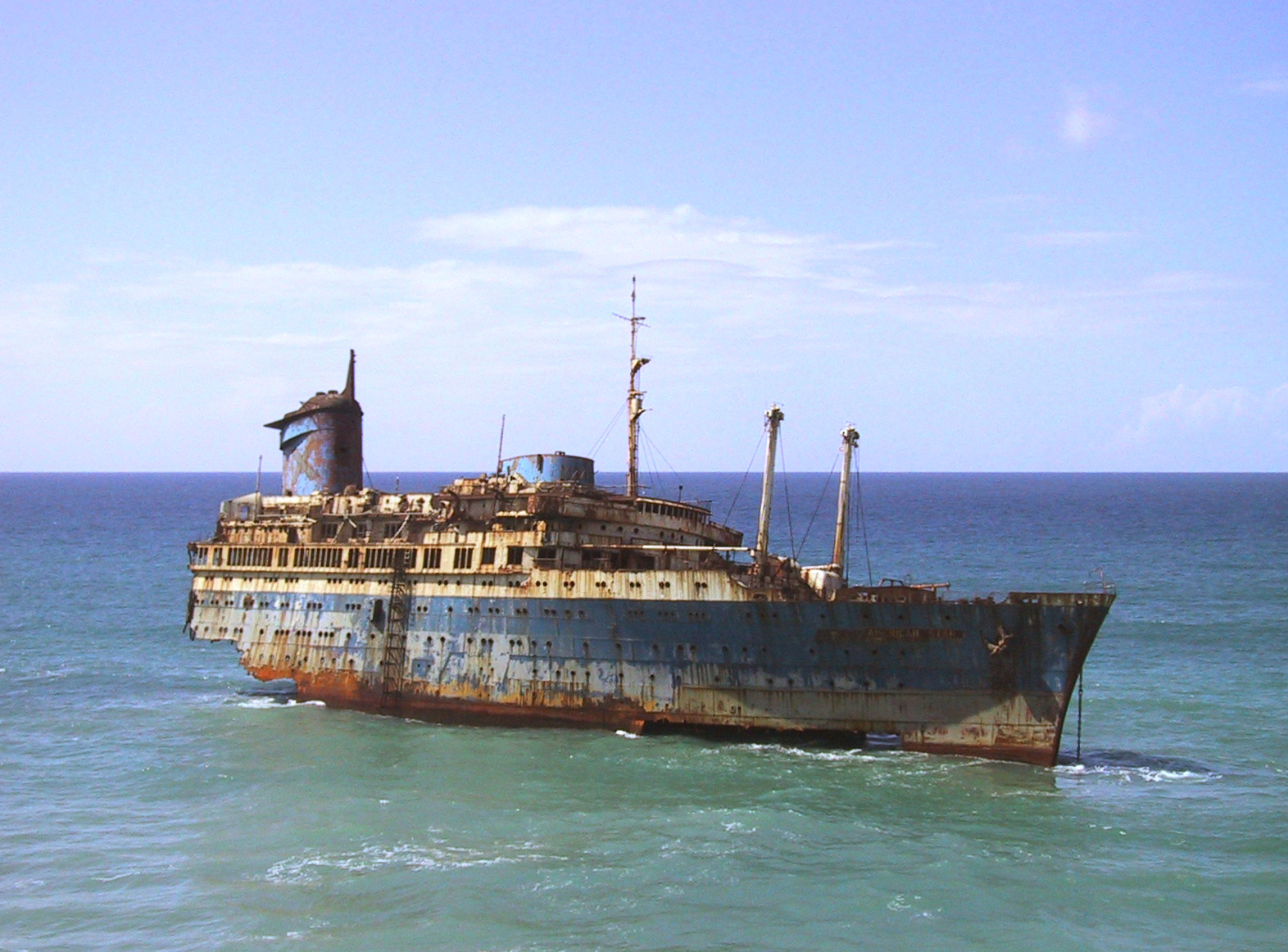
Wrak statku American Star

Fuerteventura zajmuje powierzchnię 1659,74 km². Wyspa wchodzi w skład hiszpańskiej prowincji Las Palmas i dzieli się na 6 regionów:
- Antigua
- Betancuria
- La Oliva (do regionu zaliczamy także małą wyspę Islote de Lobos)
- Pájara
- Puerto del Rosario
- Tuineje

To druga co do wielkości wyspa archipelagu, znajduje się 97 kilometrów od wybrzeża Afryki. Fuerteventura posiada najdłuższą linię brzegową i naturalne, szerokie plaże (jest ich ponad 150). Najsłynniejszą z nich jest pokryta białym piaskiem Playa de Sotavento de Jandia, na której corocznie odbywają się międzynarodowe zawody zaliczane do pucharu świata w windsurfingu.

### Klimat

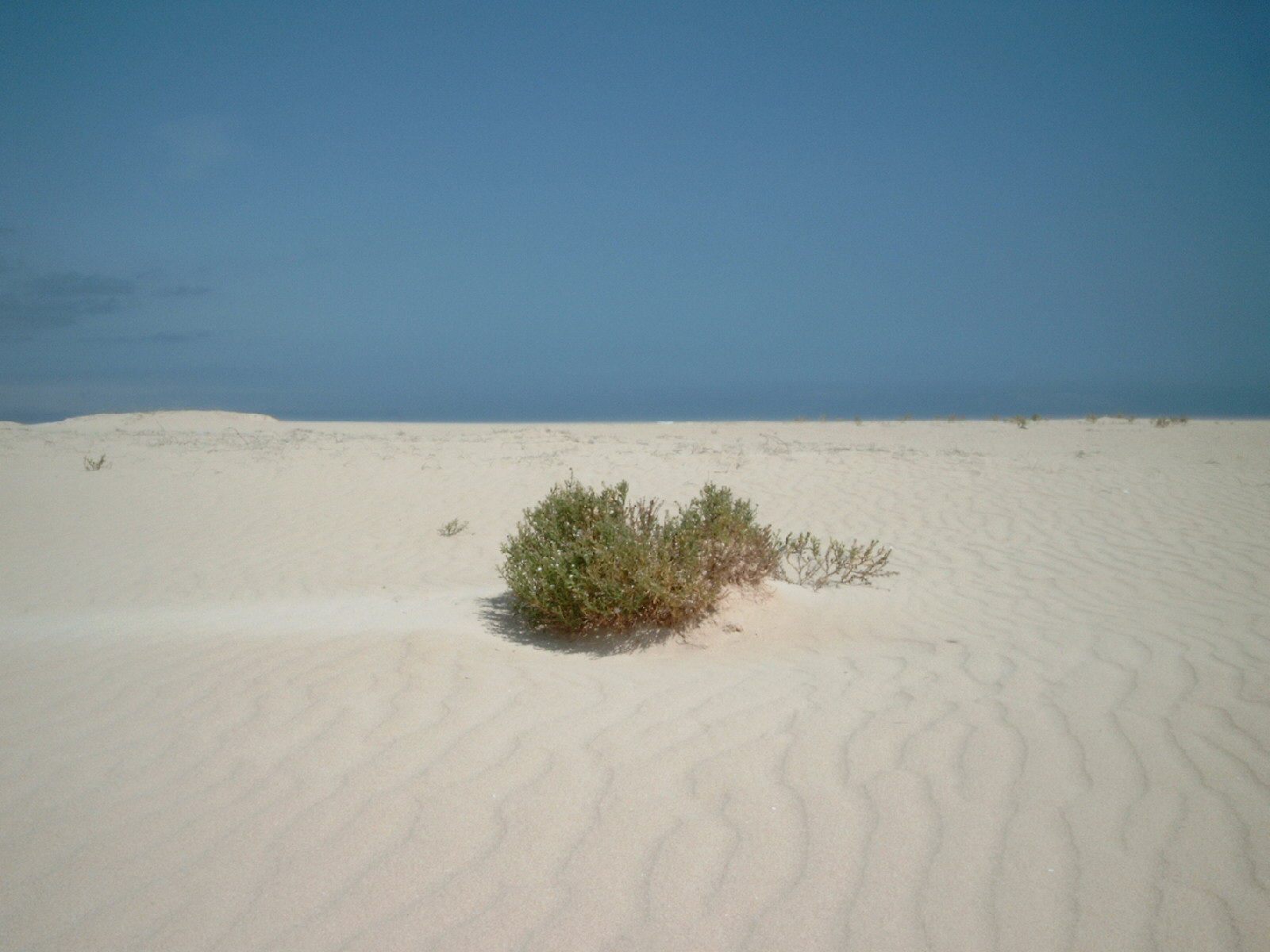
Wydmy w okolicy miasta Corralejo

Klimat panujący na wyspie jest bardzo suchy. Czasami w okresie wiosennym na Fuerteventurze występują burze piaskowe niosące piasek zwany kalima znad Sahary.
Latem temperatura na wyspie rzadko spada poniżej 25 °C, często przekracza 30 °C.

### Geologia
Fuerteventura jest najstarszą wyspą wchodzącą w skład Wysp Kanaryjskich – powstała 21 milionów lat temu. Najwyższy szczyt to Pico de la Zarza (807 m n.p.m.) położony w południowo-zachodniej części wyspy. Dominuje pustynny krajobraz, wraz z masywem wulkanicznym.

### Roślinność

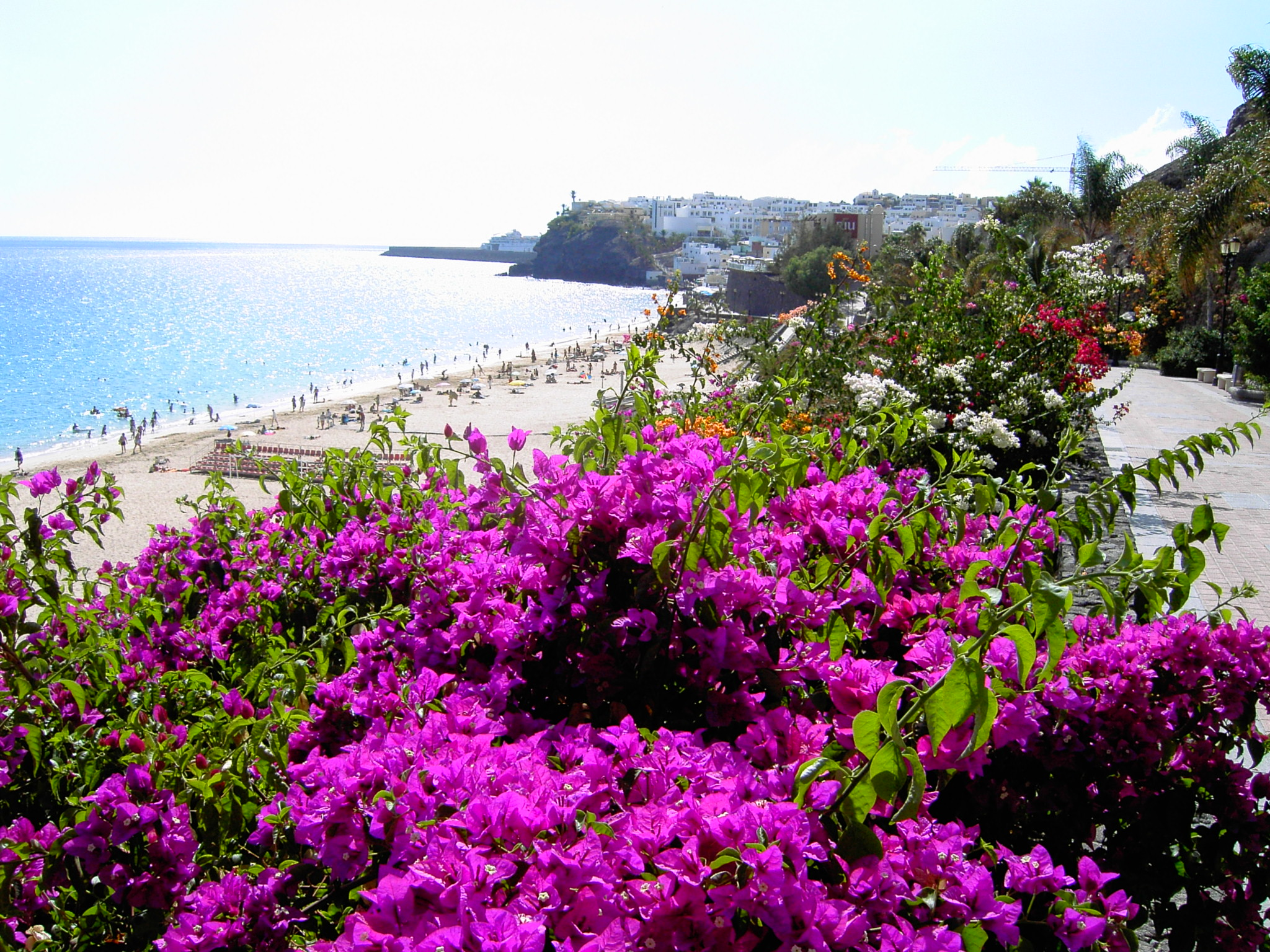
Roślinność wyspy

Fuerteventura posiada zróżnicowaną szatę roślinną, na wyspie rośnie wiele endemicznych gatunków. Na Fuerteventurze możemy znaleźć lokalne gatunki: woskownicy, chruściny (Arbutus canariensis) oraz ostrokrzewu. Do kolejnych roślin endemicznych zaliczamy między innymi: argyrantemę krzewiastą, eonium oraz sosnę kanaryjską (Pinus canariensis).
Daktylowiec kanaryjski (Phoenix canariensis) jest natomiast rośliną, którą można spotkać także poza Wyspami Kanaryjskimi.

### Główne miasta

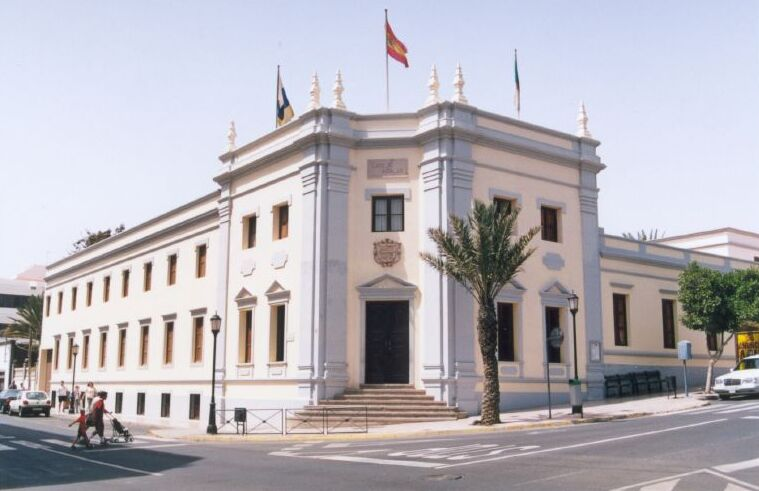
Miasto Puerto del Rosario

- Puerto del Rosario
- Corralejo
- Antigua
- Tuineje
- La Oliva

### Czas lokalny
Zimą obowiązuje czas UTC±00:00, latem czas UTC+01:00, czyli czas lokalny na wyspie (oraz na całym archipelagu) jest taki sam, jak w Wielkiej Brytanii, Irlandii i Portugalii (z wyłączeniem Azorów). Osoby przybywające z Polski przestawiają zegarki o 1 godzinę wstecz.

## Gospodarka
Główny dochód mieszkańców wyspy to turystyka. Dość dobrze rozwinięte jest także rybołówstwo, uprawa warzyw i owoców oraz produkcja miejscowego sera, robionego z mleka fuerteventurskich kóz. Główne ośrodki turystyczne to Corralejo, Costa Calma, Morro Jable oraz Caleta de Fuste.

### Waluta
Na wyspie walutą jest euro, tak samo jak w Hiszpanii, w skład której wchodzi wyspa. Jest to jedno z miejsc, które – leżąc geograficznie poza Europą – ma euro jako swoją główną walutę.

## Flaga

Flaga Fuerteventury

Flaga wyspy jest zielona po lewej stronie i biała po prawej stronie.

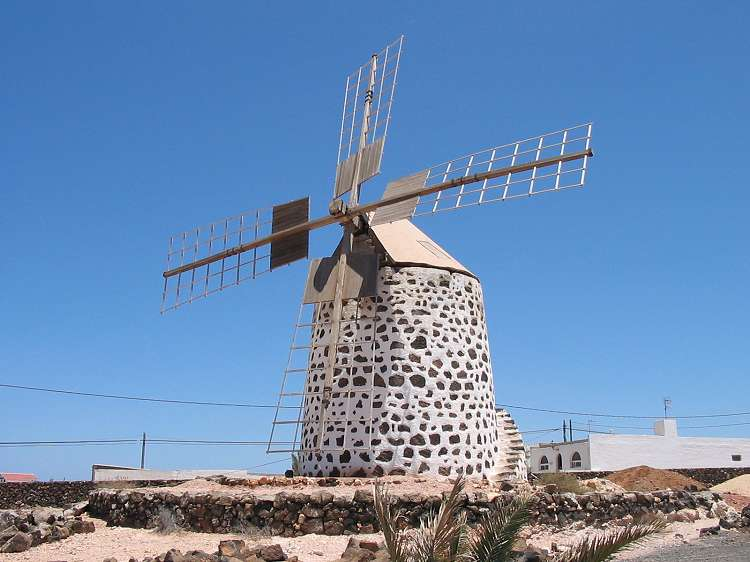
Wiatrak w La Oliva